# زي دبلوماسي موحد

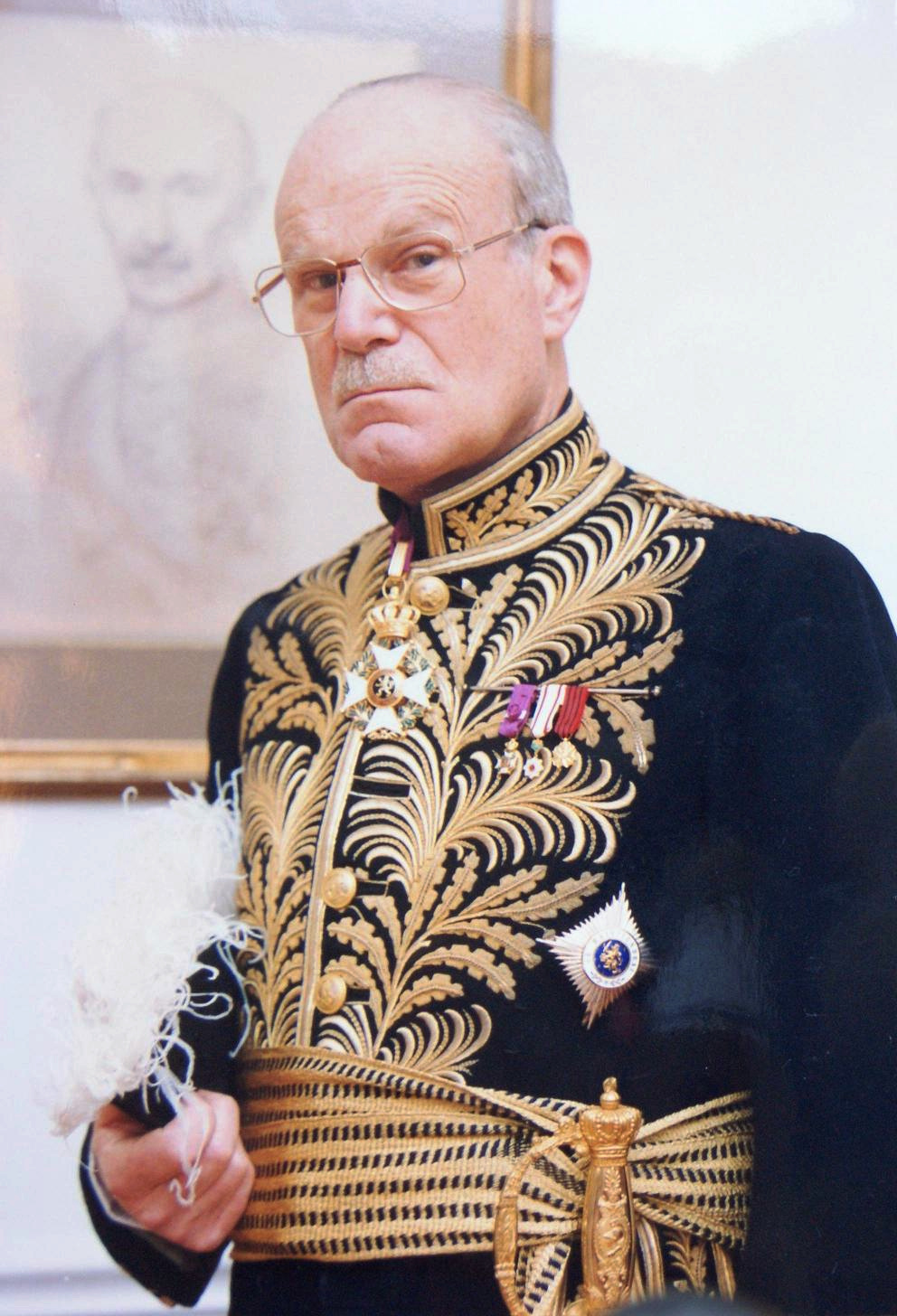

الزي الدبلوماسي الموحد (بالإنجليزية: Diplomatic uniforms) هي أزياء موحدة منمقة يرتديها الدبلوماسيين –السفراء أو الموظفين القنصليين- في المناسبات العامة. قدمتها الدول الأوروبية في نحو العام 1800 وصُممت على غرار أزياء البلاط الملكي، ولم تعد تستخدمها معظم الدول في نحو القرن العشرين، ولكن يحتفظ بها الدبلوماسيون من بعض الدول من أجل مناسبات رسمية ونادرة.

## تصميمها
كانت الأزياء الموحدة الدبلوماسية بشكلٍ عام على غرار زي البلاط الملكي في القرن التاسع عشر، وكانت تتضمن عادةً معطفًا طويلًا ذا ياقة واقفة، وسروال حتى الركبة أو بنطال، وسيف وقبعة مزينة بالريش ثنائية الزوايا (تدعى «بيكورن»).كان يوجد عادةً إصداران من الملابس على الأقل، بزة مراسم للمناسبات الرسمية وإصدار آخر أكثر بساطة للمناسبات الأقل رسمية التي تتطلب مع ذلك بزة مراسم. وعلى عكس نظرائهم البحريين والعسكريين، لا يرتدي الدبلوماسيون الأزياء الموحدة لحاجات يومية إذ يستبدلونها بملابس مدنية مناسبة.
كان تطريز الأزياء الدبلوماسية الموحدة غنيًا بالذهب على غرار أزياء موظفي المحكمة العليا. كانت تُميّز درجات التمثيل الدبلوماسي من خلال كمية ونوعية المطرّزات. وعلى عكس الأزياء العسكرية الموحدة التي خضعت لتغييراتٍ سريعةٍ خلال القرن التاسع عشر وأوائل القرن العشرين، اتجهت الأزياء الدبلوماسية الموحدة للحفاظ على تصميمها التقليدي. وبينما تشاركت الأسلاك الخارجية المختلفة المميزات المشتركة المذكورة سابقًا، كان هنالك اختلافات وطنية هامة، أكثر ما كانت في التفاصيل الدقيقة.
ومن الأمثلة على هذا الأمر، تميّز السفراء الفرنسيون بسيوف البلاط ذات القبضة اللؤلؤية مع حمالة سيف مصنوعة من الحرير والذهب (ملحقات السيف)، وتميّز زملاؤهم البرتغاليون بتطريزات ورق البلوط وثمارها (جوز البلوط) من الذهب على معاطفهم، بينما تميز الدبلوماسيون النرويجيون بتصميم مخروط الصنوبر المطرز بالذهب على معاطفهم الزرقاء الداكنة ذات الذيل المشقوق. وكان يرتدي الدبلوماسيون البليجيكون بمختلف الدرجات معطفًا مذيّلًا باللون «الأزرق الملكي» واحتفظوا بموضة القرن  الثامن عشر  للسراويل البيضاء حتى الركبة والجوارب الطويلة والأحذية القصيرة. وفي الوقت الحالي، يرتدي الدبلوماسيون البلجيكيون أربطة خصر ذهبية وزرقاء، بينما يوجد على طرف أكمام المعاطف المذيلة للدبلوماسيين الإسبان سوار أحمر، ويرتدي الدبلوماسيون الدنماركيون معاطف حمراء مميزة.

## الأزياء الدبلوماسية الموحدة حسب البلد

### ألمانيا
في عام 1817، كانت الأزياء الموحدة للدبلوماسين البروسيين عبارةً عن معاطف مذيّلة لونها أزرق داكن مع سوار وياقة واقفة من المخمل الأسود، مزينةً بزخارف ورق البلوط المطرّزة بالذهب. في عام 1888، قدمت القيصرية الألمانية معطف براندبورغ العسكري القديم (بالألمانية: Altbrandenburgischer Waffenrock) بصفته الزي الموحد الشائع للدولة لكبار المسؤولين، وهو معطف طويل على الطراز العسكري. كان الضباط العسكريون يرتدون الزي العسكري الموحد بدلًا من زي البلاط، وكذلك ارتدته الشخصيات السياسية الذين كانوا ضباط احتياط، والذي يشمل معظم الدبلوماسيين: كان من المستحيل تقريبًا في ظل القيصرية الألمانية أن يكون الفرد موظفًا حكوميًا أو وزير دولة بدون كونه ضابط احتياط في نفس الوقت.
تخلت جمهورية فايمار عن الزي الدبلوماسي الموحد، إلا أن النظام النازي أعاد استخدامه، فقد كان ولعًا بالزي الموحد. صمم المصمم المسرحي بينو فون أرنت الزي الدبلوماسي الموحد النازي «الملفت للنظر»، المكون من معطف مذيل بلون أزرق داكن وطُرّز بالفضة على طية صدره أوراق بلوط، ورباط فضي، وحزمة من الحبال المزخرفة بالفضة، وخنجر صغير.

### اليابان
بعد فترة استعراش مييجي، أصدر مجلس الدولة الأكبر (باليابانية: 太政官) مرسومًا في 12 ديسمبر عام 1872 وضع قانون الزي الموحد لموظفي الحكومة والنبلاء حيز التنفيذ، وأصدر مرسومًا آخر في 29 ديسمبر في نفس السنة وضع لباسهم اللائق حيز التنفيذ.
خُصّص زيٌ موحدٌ (دبلوماسيٌّ) خاصٌّ بالفئات الفرعية الأعلى الثلاث من الموظفين الحكوميين هم: الموظفون الإمبراطوريون (باليابانية: 勅任官)، وكبار الموظفين غير الإمبراطوريين (باليابانية: 勅任官)، والموظفون الأدنى (باليابانية: 判任官).
في 4 ديسمبر عام 1886، عُدّل الزي الرسمي الموحد للموظفين الحكوميين، إلا إن ذلك لم يشمل تصاميم الموظفين الأدنى، وذلك بسبب التكلفة العالية للملابس الرسمية، فأصبح الموظفون الأدنى يرتدون منذ ذلك الوقت أزياء البلاط الملكي الاعتيادية بربطة عنق بيضاء. في 2 مارس عام 1908، أوجد مرسومٌ إمبراطوريٌّ زيًا رسميًا موحدًا بديلًا للدبلوماسيين المرسلين إلى المناطق المدارية أو المناطق الحارة جدًا. ولاحقًا في 29 سبتمبر عام 1926، أوجد مرسومٌ إمبراطوريٌّ آخرٌ زيًا رسميًا موحدًا وزي بلاط ملكي، مكونًا من ستر مدارية بيضاء، من أجل الموظفين اليابانيين في جنوب المحيط الهادئ.
تكوّن الزي الدبلوماسي الموحد الاعتيادي لموظفي الفئات الرئيسية الثلاث في السلك الدبلوماسي الياباني الإمبراطوري (الموظفون الإمبراطوريون وكبار الموظفين غير الإمبراطوريين والموظفون الأدنى) من سترة سوداء صوفية مشقوقة الذيل مطرزة بالذهب بزهر البولونيا (الموظفون الإمبراطوريون) أو ببراعمها (كبار الموظفين غير الإمبراطوريين والموظفون الأدنى) ومطرزة بالذهب بأوراق البولونيا في تصاميم ومناطق المعطف الموافقة لكل فئة. ارتُديت المعاطف الموحدة مع قميص صوفي أسود اللون أو رمادي داكن (الموظفون الإمبراطوريون ووكبار الموظفين غير الإمبراطوريين) أو أزرق داكن (الموظفون الأدنى)، ومع بناطيل صوفية من نفس اللون، تبعًا للفئة أيضًا. كان يرتدي جميع الموظفين من الفئات الثلاثة الرئيسية قبعة مزينة بالريش ثنائية الزوايا (بيكورن) مع أزيائهم الموحدة، وكان يُزخرف الجانب الأيمن من القبعة حسب الفئة. استخدم الموظفون الحكوميون التابعون لفئة الموظفين الأدنى لباس البلاط الملكي الاعتيادي بربطة عنق بيضاء. وعلى أي حال، أضاف أصحاب الدرجة الأعلى من بين هؤلاء رموز درجاتهم على كل سوار.
وكان من استطاعة الدبلوماسيون من العائلات الراقية ارتداء الأزياء الموحدة المعمول بها تبعًا لدرجتهم، كما الضباط السابقين أو الذين في طور الخدمة من الجيش الياباني الإمبراطوري. توقف استخدام الأزياء الموحدة الدبلوماسية والملكية بعد الحرب العالمية الثانية مع إلغاء مراسيم وكالة العائلة الإمبراطورية (فُعّل بدءًا من 2 مايو عام 1947) ومراسيم مجلس الدولة ذات الصلة في 1 يوليو عام 1954، على التوالي.